# Anya Linden
Anya Linden, Baronessa Sainsbury di Preston Candover, nata Anya Eltenton (Manchester, 3 gennaio 1933), è un'ex ballerina e filantropa britannica.

## Biografia
Anya Eltenton è nata a Manchester nel 1933 ed è cresciuta in California, dove ha cominciato a studiare danza sotto la supervisione di Theodore Koslov. Dopo il ritorno a Londra nel 1947, si è perfezionata alla Sadler's Wells Ballet School e nel 1951 si è unita al Sadler's Wells Ballet, il futuro Royal Ballet.
La sua ascesa nella compagnia è stata rapida: nel 1954 è stata promossa al rango di solista e nel 1958 a quello di prima ballerina. All'interno del Royal Ballet ha danzato tutti i maggiori ruoli femminili del repertorio, tra cui Odette e Odile ne Il lago dei cigni, Giselle in Giselle, Aurora ne La bella addormentata e Berta in Ondine.
Due anni dopo aver sposato John Sainsbury nel 1963, Anya Linden si è ritirata dalle scene e da allora si è dedicata al mecenatismo insieme al marito. A loro è dedicato il Linbury Theatre all'interno della Royal Opera House, nonché il premio Linbury, volto a premiare i migliori scenografi attivi nel Regno Unito.
Dal matrimonio con Sainsbury, terminato con la morte dell'uomo dopo quarantanove anni dalle nozze, sono nati tre figli: Sarah Butler-Sloss (1964), John Julian (1966) e Mark (1969).